# Arsace II d'Arménie
Pour les articles homonymes, voir Arsace.
Arsace II, Aršak, Archak ou Arshak II d’Arménie (en arménien Արշակ Բ) est un roi d’Arménie de la dynastie des Arsacides, ayant régné de 350 à 367. Aršak II est le second fils et successeur du roi Tigrane VII. Il est investi du trône d’Arménie par Sapor II de Perse, qui avait capturé et mutilé son père.

## Politique intérieure

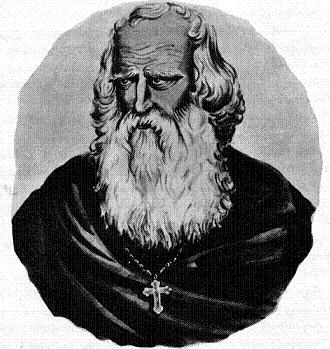
Nersès Ier

Au début de son règne, Aršak II décide de se concilier les grands féodaux arméniens en rappelant les frères Vardan et Vasak Mamikonian, qui avaient été exilés sous le règne précédent. Il favorise également l’accession en 353 au patriarcat de Nersès Ier, l’héritier de la dynastie de catholicos créée par Grégoire Ier l'Illuminateur. Mais le patriarcat rétabli dans sa puissance ne tarde pas à entrer de nouveau en conflit  avec la royauté, ce qui entraîne l’exclusion provisoire de Nersès Ier au profit d’un catholicos plus docile en la personne de Sahak de Manazkert dit Tchonak de 359 à 363.
Le roi Aršak II est accusé par les sources ecclésiastiques d’avoir fait assassiner son père le vieux roi Tigrane VII. À l’instigation de son neveu Tirit, fils de son défunt frère aîné, il reproche à son autre neveu Gnel, qui a épousé la belle princesse Pharantzem de Siounie, de se comporter en prétendant au trône en se constituant un apanage dans le domaine royal de l’Ayrarat et en s’entourant des fils des principaux nakharark  du royaume. Gnel est attiré dans un piège et tué dans une chasse par ordre du roi qui feint une grande douleur et lui fait de superbes obsèques mais épouse immédiatement après sa veuve, après s’être débarrassé de sa propre épouse. Selon la tradition, Nersès Ier maudit alors la descendance du roi.
Le conflit reprend également avec les dynastes féodaux. Après s’être débarrassé de la famille des Kamsarakan, Aršak II ne tarde pas à prendre ombrage de Vardan Mamikonian, le chef du parti pro-perse de sa cour. À l’instigation de la reine Pharantzem et de Vasak le sparapet, propre frère de Vardan, il fait périr ce dernier dans sa résidence du Tayk.
Deux des plus puissants féodaux, Mérouzhan Arçrouni et Vahan Mamikonian, le frère cadet de Vardan et de Vasak, décident de passer chez les Perses à la cour de Sapor II où ils apostasient.

## Politique extérieure

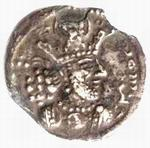
Monnaie de Shapur II.

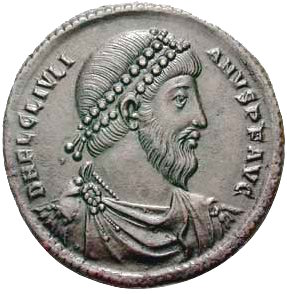
Monnaie de Julien.

Alors que la monarchie arménienne se trouve affaiblie par la nouvelle rupture avec le patriarcat et la défection des féodaux, la guerre a recommencé entre Rome et la Perse. Sapor II, qui considère Aršak II comme son vassal, le convoque à sa cour avec Vasak Mamikonian et il exige que le roi d’Arménie lui prête un serment de fidélité en jurant sur l’évangile.
De retour en Arménie, Aršak II fait exécuter Vardan Mamikonian et se rapproche de l’empereur Constance II qui le reçoit à Césarée de Cappadoce en 360.
Malgré les présents reçus de Sapor II, Aršak II demeure fidèle à l’alliance romaine et envoie une ambassade à Constantinople lors de l’avènement de Julien en 363. Lors de l’offensive contre la Perse du nouvel empereur romain, Aršak II est chargé d’une intervention avec un corps d’armée romain en Médie.
La mort au combat de Julien et la signature par son faible successeur Jovien en juillet 363 d’un traité avec le Perse, par lequel sont abandonnées toutes les conquêtes romaines faites en Arménie depuis Dioclétien, implique l’abandon du roi Aršak II à la vengeance de Sapor II.
Aršak II et Vasak Mamikonian résistent pendant plus d’un an. Les armées perses, guidées par le traître Mérouzhan Arçrouni, attaquent le pays par le sud, détruisent l’ancienne capitale Tigranocerte et emmènent les habitants en captivité.
Abandonné par les Romains et trahi par la plupart des nakharark, le roi se sent perdu et accepte en 368 de se rendre à la cour de Sapor II, qui le traite en suzerain irrité. Aršak II, qui considère que les Sassanides avaient été les vassaux de ses ancêtres arsacides, refuse de s’humilier devant son vainqueur. 
Selon les auteurs arméniens Moïse de Khorène et Fauste de Byzance, Sapor II fait alors enfermer Aršak II à Aniouch, le « Château de l’Oubli », au Khouzistan où le roi captif se serait suicidé. Vasak Mamikonian est de son côté supplicié et son corps, écorché, empaillé est exposé dans la cellule du roi,.
L’historien contemporain romain Ammien Marcellin indique quant à lui que le roi Aršak fut arrêté et conduit dans un endroit écarté où on lui creva les yeux, avant d’être relégué chargé de chaînes d’argent au fort d’Agabana (Le Château de l’Oubli ?), où il est mis à mort au milieu des tortures.

« Parvenu enfin par une combinaison inouïe de ruses et de parjures à fasciner le roi Arsace lui--même et à l'attirer dans un festin il le fit aussitôt conduire dans un endroit écarté où on lui creva les yeux. Après quoi le roi captif fut chargé de chaines d'argent (honneur qui ne s'accorde qu'au grands, et qui dans les idées du pays est un adoucissement de la peine) puis relégué dans un fort nommé Agabama où il fut mis à mort au milieu des tortures »

Toujours selon Ammien Marcellin le roi Perse «conféra l'autorité sur l'Arménie à deux transfuges l'eunuque Cylace et Arrabanne (l'un y avait été préfet, l'autre dit-on chef de la force armée». Afin de protéger les droits au trône de son fils, la reine Pharantzem se retire avec le trésor royal dans l’inexpugnable forteresse d’Artakert.

## Famille
Le roi Aršak II a eu aux moins deux épouses.
Vers 360, l’empereur Constance II, pour consolider la situation d’Aršak, lui donne en mariage une aristocrate romaine, fille du préfet du prétoire Ablabius, qui avait été fiancée à son propre frère l’empereur Constant Ier :
- Olympias aurait été empoisonnée et il n’a pas d’enfant avec elle.

Aršak II épouse ensuite la veuve de son neveu Gnel :
- Pharantzem de Siounie, dont :
  - Pap d'Arménie.

L’historiographie arménienne postérieure décrit le roi Varazdat comme le neveu de Pap et le fils d’un certain Anob, sans que le nom de la mère de ce dernier soit précisé.